# Andrew Carnegie (film)
Andrew Carnegie è un cortometraggio muto del 1914. Non si conosce il nome del regista del film, un documentario biografico prodotto dalla Edison sul multimilionario Andrew Carnegie.
Si tratta di una delle prime pellicole sonore, girata con il sistema Kinetophone che registrava il suono su cilindro.

## Produzione
Il film, prodotto dalla Edison Company, venne girato il 20 gennaio 1914 negli studi del Bronx della compagnia. Questa produzione della Edison aveva il numero di catalogo 5113.

## Distribuzione
Venne distribuito dall'American Talking Picture Company.
Non si conoscono copie ancora esistenti della pellicola che viene considerata presumibilmente perduta. Ne sopravvive la colonna sonora su cilindro Kinetophone [Edison Kinetophone cylinder 84 A (.2); National Park Service object catalog number EDIS 4640].